# Bouncy Castle
Bouncy Castle — це програмна бібліотека, в якій представлений великий функціонал з області криптографії. Існують реалізації бібліотеки мови програмування Java та C#. Бібліотека включає в себе як реалізації великого числа криптографічних функцій, так і підтримку стандартних високорівневих криптографічних API відповідних платформ, а також містить низькорівневі пропрієтарні API для більш гнучкого та ефективного доступу до функціоналу.
Bouncy Castle був створений в Австралії і американські обмеження на експорт криптографічних алгоритмів на нього не поширюються.

## Історія
Розробка Bouncy Castle була розпочата двома колегами, які втомилися писати заново бібліотеки криптографії кожен раз при зміні роботи. На дизайн Bouncy Castle сильно вплинуло те, що його творці активно працювали з платформою JavaME. В результаті чого з'явилися два різних набори бібліотек.

## Архітектура
В основі архітектури лежить набір низькорівневих API, які реалізують всі криптографічні алгоритми. Причина, з якої використовується саме низькорівневий API, полягає в тому, що в деяких пристроях, що працюють на платформі JavaME, дуже обмежені ресурси пам'яті, або коли доступ до бібліотеки JCE неможливий (така ситуація може виникнути, наприклад, при використанні аплетів).
Криптопровайдер, сумісний з JCE, побудований на низькорівневому API. Таким чином, вихідний код криптопровайдера JCE може служити прикладом того, як вирішити багато «нагальних» проблеми криптографії, використовуючи низькорівневий API.

## Дивись також
- Java Cryptography Architecture